# Cerodontha eucaricis
Cerodontha eucaricis är en tvåvingeart som beskrevs av Nowakowski 1967. Cerodontha eucaricis ingår i släktet Cerodontha, och familjen minerarflugor. Arten är reproducerande i Sverige.